# Abdul-Kader Bajammal
Abdul-Kader Bajammal (Árabe: عبد القادر باجمال ) (Saná, Reino Mutawakkilita de Yemen, 18 de febrero de 1946 - Dubái, Emiratos Árabes Unidos, 7 de septiembre de 2020) fue un diplomático y político yemení, primer ministro de Yemen del 31 de marzo de 2001 al 31 de marzo de 2007.

## Carrera política
Fue nombrado por el presidente Ali Abdullah Saleh. Es miembro del Congreso General del Pueblo. Antes de ocupar el cargo de primer ministro fue ministro de Asuntos Exteriores de 2000 a 2001 y ministro de Planificación y Desarrollo de 1994 a 1997 y de nuevo en 1998.